# Wijewo (gromada)
Wijewo – dawna gromada, czyli najmniejsza jednostka podziału terytorialnego Polskiej Rzeczypospolitej Ludowej w latach 1954–1972.
Gromady, z gromadzkimi radami narodowymi (GRN) jako organami władzy najniższego stopnia na wsi, funkcjonowały od reformy reorganizującej administrację wiejską przeprowadzonej jesienią 1954 do momentu ich zniesienia z dniem 1 stycznia 1973, tym samym wypierając organizację gminną w latach 1954–1972.
Gromadę Wijewo z siedzibą Gromadzkiej Rady Narodowej w Wijewie utworzono – jako jedną z 8759 gromad na obszarze Polski – w powiecie leszczyńskim w woj. poznańskim, na mocy uchwały nr 28/54 WRN w Poznaniu z dnia 5 października 1954. W skład jednostki weszły obszary dotychczasowych gromad Potrzebowo, Radomyśl i Wijewo ze zniesionej gminy Brenno w tymże powiecie.
1 stycznia 1955 gromadę włączono do powiatu wschowskiego w woj. zielonogórskim, gdzie ustalono dla niej 13 członków gromadzkiej rady narodowej.
1 stycznia 1958 do gromady Wijewo włączono wieś Lgiń ze zniesionej gromady Hetmanice w tymże powiecie.
1 lipca 1968 do gromady Wijewo włączono obszar zniesionej gromady Brenno w tymże powiecie.
1 stycznia 1972 do gromady Wijewo włączono tereny o powierzchni 5 ha z miasta Sława w tymże powiecie.
Gromada przetrwała do końca 1972 roku, czyli do kolejnej reformy gminnej. 1 stycznia 1973 w powiecie wschowskim utworzono gminę Wijewo, zniesioną przejściowo w latach 1976-1982. Od 1999 gmina Wijewo należy do powiatu leszczyńskiego w woj. wielkopolskim.